# Fall on Me
«Fall on Me» és el vuitè senzill de la banda estatunidenca de rock alternatiu R.E.M., el primer senzill del quart àlbum d'estudi de la banda, Lifes Rich Pageant. Es va publicar l'agost de 1986 dins el segell I.R.S. Records.
Va ser una de les primeres cançons de R.E.M. sobre ecologisme, en aquest cas tractava sobre la pluja àcida i els seus efectes sobre el medi ambient, tot i que el tema principal és l'opressió en general. En les primeres interpretacions en directe l'any 1985, la cançó tenia una melodia diferent, que va ser reescrita per l'enregistrament de l'àlbum.
El mateix Michael Stipe, cantant de la banda i principal compositor de la cançó, va dirigir-ne el videoclip.
La cançó va arribar a ocupar el 94è lloc de la llista estatunidenca de cançons.

## Llista de cançons
Totes les cançons foren escrites i compostes per Bill Berry, Peter Buck, Mike Mills, i Michael Stipe. 
| 1.            | «Fall on Me»  | 2:50 |
| 2.            | «Rotary Ten»  | 1:58 |
| Durada total: | Durada total: | 4:48 |

| 1.            | «Fall on Me»                            | 2:50 |
| 2.            | «Rotary Ten»                            | 1:58 |
| 3.            | «Toys in the Attic» (cover d'Aerosmith) | 2:26 |
| Durada total: | Durada total:                           | 7:14 |